# 坂西志保
坂西 志保（さかにし しほ、1896年（明治29年）12月6日 - 1976年（昭和51年）1月14日）は、日本の学者、評論家。
外務省や参議院の専門委員、選挙制度審議会委員、中央教育審議会委員、憲法調査会委員、日本ユネスコ国内委員、放送番組向上委員会委員長、立教大学講師、警察育英会理事長、国家公安委員会委員などを務め、立法・行政・教育と多岐にわたり活躍した。
なお、名についてしおとする資料もある。志保自身の英文署名や自身が米国で出版した書物には「Shio」が使用されており、日本語署名には「志保」を用いており「しほ」はその読みである。
戸籍には「シホ」とある。「志保」は聖書の「地の塩」による。

## 経歴
神奈川県横浜から北海道後志国忍路郡塩谷村伍助沢（現：小樽市塩谷）に開拓民として1893年(明治26)に入植した坂西傳明夫妻の娘として1896年（明治29）に生まれる。（東京・神田駿河台生まれとの誤報があるが後述）父の坂西傳明は、北海道へ渡る以前は横浜の外国人居留地で警察官(巡査)をしていたことからキリスト教徒になった。志保も幼少時にキリスト教の洗礼を受けた。塩谷尋常小学校伍助沢分教場を卒業。小樽で育ち、宣教師クララ・ロースの設立した小樽初の女学校である静修女学校に進学して、ロースより英語、音楽、聖書などを学び、ロースから強い感化を受け高い向学心を持った。しかし、1914年（大正3）ロースの急逝と同校の休校廃校により、父の且つての地に近い、横浜山手にあるプロテスタント系の捜真女学校に転校した。1918年（大正7）同校英文専科を卒業後、新たに開学した東京女子大学（旧制、淀橋町 初代学長新渡戸稲造）に第一期生として入学。中退後に1921年（大正10）中学関東学院（現在の関東学院中学校高等学校）の英語教師となる。なお、塩谷尋常小学校伍助沢分教場の9年後輩に、作家の伊藤整がいて、後年に坂西志保のことを著作自伝的小説の中に記述している。
1922年（大正11年）にアメリカに留学。3年後にウィートン大学(Wheaton Colleage)を卒業し、ミシガン大学大学院で美学を学んで1929年（昭和4年）に Doctor of Philosophy(Ph.D.、英語圏で授与されている博士水準の学位：哲学博士に相当）を取得した。バージニア州にあるホリンズ大学哲学部助教授を務め、1930年（昭和5）アメリカ議会図書館に中國文献部門助手として兼職就職し、日本語資料整理も担当する。後1938年（昭和13）に同図書館オリエンタル部日本課の課長に就任し、日本文化に関する書籍・資料の収集と編纂に当たった。
その一方、坂西はアメリカ海軍により日本海軍のスパイではないかとの疑いをかけられ、「米国における日本のベストの要員の一人」（アメリカ海軍情報将校エリス・ザカライアス大佐による評価）という疑惑から、アメリカの情報当局からマークされてしまった。そのため1941年（昭和16年）12月7日の日米開戦後に収容所に拘束・抑留され、在米日本人女性としては唯一のケースとして、翌1942年（昭和17年）6月に日米交換船で日本へ強制送還されることとなった。
そして帰国後は、外務省の嘱託やNHKの論説委員、太平洋協会のアメリカ研究室員等を務めアメリカの国情についての解説や分析に当たった。しかし、戦争中に「親米の危険分子」と疑われ、特別高等警察にマークされる事態を招く。このため、北海道塩谷に残した父親や家族に危険が及ばぬようにとの配慮からか「東京・神田生まれ」と偽った可能性がある。終戦は疎開先の千葉県我孫子町で迎えたという。
第二次世界大戦終結後はGHQに勤務した後、外務省や参議院の専門委員、選挙制度審議会委員、中央教育審議会委員、憲法調査会委員、日本ユネスコ国内委員、放送番組向上委員会委員長、立教大学講師を務めるなど、立法、行政、教育の分野において積極的に発言した。
戦後、日本放送協会解説委員やジャパンタイムズ編集主幹を務めた元外交官の平沢和重に対して、GHQと日本側の折衝団体として「サービスセンター・トーキョー」設立の助言を与えたのは坂西であったという。
1963年にNHK放送文化賞を受賞。1964年6月から1974年9月まで国家公安委員会委員を務めた。
1976年1月14日に心筋梗塞により晩年暮らした神奈川県大磯町の自宅で死去。79歳没。
遺言により国際文化会館に5000万円と自宅、自ら理事長を務めた殉職警察官遺児育英基金に1000万円が寄付された。
大磯町立図書館には蔵書が寄贈され「坂西文庫」と名付けられている。

## 著書
- 『A list of translations of Japanese drama into English, French, and German』（共著編集：compiled by Shio Sakanishi(坂西志保), Marion H. Addington, and P. D. Perkins、出版地：Washington, D.C.、出版社：American council of learned societies） 1935 - 日本のドラマの英語、フランス語、ドイツ語への翻訳リスト
- 『An essay on landscape painting』（by Kuo Hsi ; translated by Shio Sakanishi(翻訳：坂西志保) ; a foreword by L. Cranmer-Byng、出版社：In-house reproduction） 1935 - 山水画・風景画についてのエッセイ
- 『Songs of a cowherd (牛飼いの歌)』（translated from the works of Sachio Ito（伊藤左千夫） by Shio Sakanishi、出版社：UMI Books） 1935
- 『Kyôgen; comic interludes of Japan (狂言; 日本のコミック間奏曲)』（by Shio Sakanishi, PH. D） 1938年、出版地：Boston、出版社：Marshall Jones Company）
- 『The spirit of the brush, being the outlook of Chinese painters on nature from eastern Chin to five dynasties, A. D. 317-960(中国画家の自然観である筆の精神)』（著訳者：translated by Shio Sakanishi、出版社：J. Murray） 1939

他に米国にて数冊の書籍を発刊している。
- 『米国時局調査資料 第1輯 米国「新聞特別欄記者」並時事解説放送者』（太平洋協会アメリカ研究室） 1943
- 『米国時局調査資料 第4輯 キューリー戦塵の旅』（太平洋協会アメリカ研究室） 1944
- 『アメリカの女性』（高桐書院） 1947
- 『星条旗の子供』（講談社） 1947
- 『地の塩』（高桐書院） 1947
- 『アメリカ史 民主々義の成立と発展』（創生社） 1947
- 『五人のアメリカ人』（家の光協会） 1949
- 『女性と教養 恋愛・社会・学生』（国土社） 1949
- 『富雄のアメリカ旅行』（中央公論社、ともだち文庫） 1950
- 『アメリカの生活』（三省堂出版、社会科文庫） 1950
- 『アメリカの良心 ルーズベルト夫人伝』（日本評論社） 1950
- 『住みよい社会をつくる人たち 7人のアメリカ人』（新潮社） 1952
- 『明るい未来のために』（東洋経済新報社） 1953
- 『私の眼』（読売新聞社） 1953
- 『リンカーン』（金子書房、少年少女新伝記文庫） 1954 - 第1回産経児童出版文化賞推薦作品（1954年）
- 『無名の偉人 アメリカ篇』（牧書店） 1955
- 『幸福のまど』（牧書店、母親文庫） 1956
- 『生活の知恵』（近代生活社） 1956
- 『新しい頭の使い方』（池田書店） 1957
- 『人を笑わせる専門家・善良な市民・黒人農業科学者』（麦書房） 1958
- 『新聞と読者』（民主教育協会） 1959
- 『坂西志保集』（日本書房、現代知性全集48） 1961
- 『民主主義はこどものときから』（民主教育協会） 1961
- 『生きて学ぶ』正・続（雷鳥社） 1967 - 1968
- 『時の足音』（雷鳥社） 1970
- 『朝の訪問客』（雷鳥社） 1972

### 編著・共著
- 『恋愛と友情』（編、池田書店、教養新書） 1956
- 『教師』（中野好夫共編、潮文社） 1957
- 『十代の眼』（渋沢秀雄共編、東京潮文社） 1959
- 『一人の生命は全地球よりも重し』（中島健蔵, 笠信太郎共著、南窓社） 1967

## 翻訳

### 英訳
- 『A Handfel of Sand』（出版社：M.Jones） 1934年（昭和9） - 石川啄木「一握の砂」の英訳
- 『Tangled Hair』 1935年（昭和10） - 与謝野晶子「みだれ髪」の英訳

### 和訳
- 『戦塵の旅』（エーヴ・キューリー、福田恆存共訳、日本橋書店） 1946
- 『一握の砂』（英訳）（石川啄木、読書展望社） 1947
- 『モスコーの消印のある手紙』（リディア・カーク夫人、朝日新聞社） 1953
- 『ベッスーン物語 黒人の母』（キャサリン・オウンズ・ペア、小倉満共訳、朝日新聞社） 1953
- 『ラルフ・バンチ博士 平和の闘士』（J・A・クーゲルマス、朝日新聞社） 1954
- 『アメリカ 民主主義のあゆみ』（ベネー、時事通信社） 1954
- 『リンカーン伝』（B・P・トーマス、時事通信社） 1956
- 『ヘレン・ケラー』（ヴァン・ワイク・ブルックス、時事通信社） 1956
- 『学問の砦』（ジェームス・コナント、時事通信社） 1957
- 『アメリカ社会の新展望 前進する民衆資本主義と文化の傾向』（アメリカ広告審議会民衆資本主義委員会、米国大使館USIS） 1958
- 『現代科学と現代人』（ジェームズ・コナント、時事通信社） 1958
- 『平和への道』（チェスター・ボールス、時事通信社） 1959
- 『カーネギー自伝』（アンドリュー・カーネギー、東京創元社） 1959、のち角川文庫、のち中公文庫
- 『アメリカは変貌する』（A・ウィルバート・ゼロメク、時事通信社） 1960
- 『ニュー・フロンティア ケネディ大統領・人と政策』（ジョン・F・ケネディ、時事通信社） 1961
- 『現代ヨーロッパの内幕』（ジョン・ガンサー、新潮社） 1962
- 『平和部隊読本』（ロイ・フープス、時事通信社） 1963
- 『エリノア・ルーズヴェルト自叙伝』（エリノア・ルーズヴェルト、時事通信社） 1964
- 『永遠の炎 ケネディ大統領の生涯と業績』（ケネディ、時事通信社） 1964
- 『おおきいいぬ・ちいさいいぬ』（ピー・ディー・イーストマン、日本パブリッシング） 1968
- 『みんなのあたまにりんごが十こ』（セオ・レスィーグ、日本パブリッシング） 1968
- 『エチケット』（エレノア・ルーズヴェルト、白水社） 1969